# Julija Dowhal
Julija Witalijiwna Dowhal, ukr. Юлія Віталіївна Довгаль, az. Yuliya Dovqal (ur. 2 czerwca 1983 w Kirowohradzie) – azerska, a wcześniej ukraińska sztangistka, czterokrotna medalistka mistrzostw Europy.
Startuje w kategorii wagowej powyżej 75 kg. Jest brązową medalistką mistrzostw Europy z Antalyi (2012). Wcześniej, w 2008 roku zdobyła srebrny, a w 2007 i 2009 brązowy medal mistrzostw Starego Kontynentu.
Uczestniczka igrzysk olimpijskich w 2008 roku Pekinie, gdzie startując w barwach Ukrainy zajęła 7. miejsce.

## Osiągnięcia
| Rok  | Zawody               | Miasto             | Miejsce | Kategoria     | Wynik  |
| ---- | -------------------- | ------------------ | ------- | ------------- | ------ |
| 2007 | Mistrzostwa Europy   | Strasburg          | 3.      | powyżej 75 kg | 255 kg |
| 2008 | Mistrzostwa Europy   | Lignano Sabbiadoro | 2.      | powyżej 75 kg | 258 kg |
| 2008 | Igrzyska olimpijskie | Pekin              | 7.      | powyżej 75 kg | 258 kg |
| 2009 | Mistrzostwa Europy   | Bukareszt          | 3.      | powyżej 75 kg | 252 kg |
| 2012 | Mistrzostwa Europy   | Antalya            | 3.      | powyżej 75 kg | 273 kg |